# Kościół św. Anny w Rakowie
Kościół św. Anny w Rakowie (biał. Касцёл Св. Ганны) – kościół rzymskokatolicki w Rakowie znajdujący się na lokalnym cmentarzu zbudowany ok. 1830.
Na cmentarzu pochowani są m.in. muzyk Michał Hruszwicki, Krystyna Drucka-Lubecka, córka Hieronima Druckiego-Lubeckiego, Franciszek i Jadwiga Witkowscy, rodzice Służebnicy Bożej Marii Witkowskiej, proboszczowie rakowscy ks. Eustachy Karpowicz, ks. Jan Tokarski, ks. Dymitr Baryło.